# Visé
Visé (nemško Weset, nizozemsko Wezet, valonsko Vizé), je frankofonsko mesto v belgijski regiji Valoniji (provinca Liège). Leta 2012 je mesto imelo 17.341 prebivalcev.

## Geografija
Visé leži ob reki Meuse ob meji z Nizozemsko, 20 km severovzhodno od Liègea, 15 km južno od Maastrichta in 35 km zahodno od Aachna; je najsevernejši kraj Valonije.